# Grimpar à ailes rousses
Dendrocincla anabatina
Espèce
Statut de conservation UICN

 LC  : Préoccupation mineure
Le Grimpar à ailes rousses (Dendrocincla anabatina) est une espèce de passereaux de la famille des Furnariidae (Furnariidés en français).

## Description
Le grimpar à ailes rousses mesure environ 18 cm. Il a le plumage et la couverture sus-alaire bruns. La nuque est brune striée de fauve pâle. Les rémiges sont d'un roux soutenu et leur extrémité est noirâtre. La queue est noisette. La poitrine est brune tandis que la gorge est plus pâle. La couverture sous-alaire est ocre. Les sexes sont semblables.

## Répartition
Le grimpar à ailes rousses se situe du sud-est du Mexique à l'est du Guatemala, jusqu'au sud du Belize, en passant par le nord du Honduras, le Nicaragua, le sud-ouest du Costa Rica jusqu'au nord du Panama et du nord-est et nord-ouest de la Colombie au nord du Venezuela. 

## Habitat
Il vit dans les plaines et forêts humides au pied des montagnes ainsi que dans les mangroves.

## Sous-espèces
D'après la classification de référence (version 5.2, 2015) du Congrès ornithologique international, cette espèce est constituée des trois sous-espèces suivantes (ordre phylogénique) :
- Dendrocincla anabatina anabatina (Sclater, 1859) ;
- Dendrocincla anabatina typhla Oberholser, 1904 ;
- Dendrocincla anabatina saturata Carriker, 1910.